# Infektionsbiologie

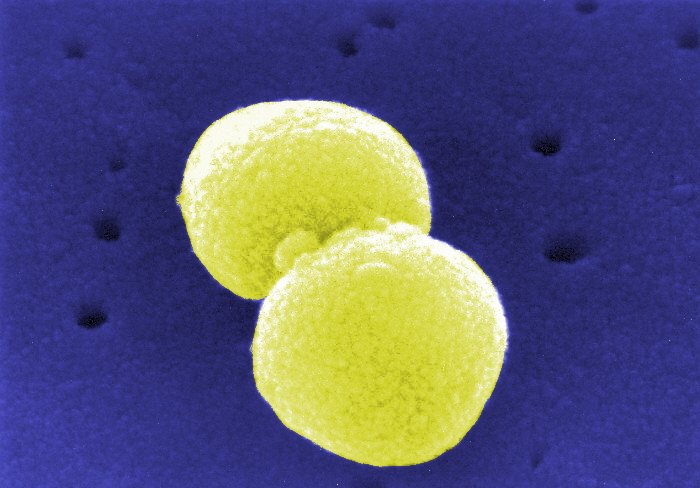
Pneumokokken (Streptococcus pneumoniae), wichtigster Erreger der Lungenentzündung

Die Infektionsbiologie ist der grundlagenwissenschaftliche Zweig der Infektiologie, zu der außerdem die klinische Infektiologie und die Epidemiologie mit Patientenversorgung gehört. Sie ist eine interdisziplinäre Wissenschaft der bio-medizinischen Forschung. Im Zentrum steht die Erforschung der Biologie viraler, bakterieller und protozoaler Infektionsprozesse. Das Verständnis über die immunologischen, zellulären und molekularen Mechanismen, die bei Infektionen mit einem Erreger eine elementare Rolle spielen, ermöglicht die gezielte Entwicklung neuer therapeutischer und prophylaktischer Maßnahmen.
Die Infektionsbiologie wird von vielen verschiedenen Einzeldisziplinen getragen: molekulare Virologie und Molekularbiologie, zelluläre und medizinische Mikrobiologie, Infektionsimmunologie, RNA-Biologie, Lymphozytenentwicklung, molekulare Immunologie, Pathophysiologie, Erregersystematik.

## Institute

### Deutschland
- Bernhard-Nocht-Institut für Tropenmedizin, Hamburg
- Georg-Speyer-Haus, Frankfurt
- Heinrich-Pette-Institut, Leibniz-Institut für Experimentelle Virologie, Hamburg
- Helmholtz-Zentrum für Infektionsforschung, Braunschweig
- Institut für interdisziplinäre Medizin, Hamburg[1]
- Institut für Medizinische Mikrobiologie Gießen
- Institut für Medizinische Mikrobiologie und Hygiene, Regensburg[2]
- Institut für Virologie der Universität Marburg
- Max-Planck-Institut für Biochemie, Martinsried
- Max-Planck-Institut für Infektionsbiologie, Berlin
- Max von Pettenkofer-Institut, München[3]
- Medizinische Klinik mit Schwerpunkt Infektiologie und Pneumologie der Charité, Berlin[4]
- Robert Koch-Institut, Berlin
- Zentrum für Infektionsmedizin und Krankenhaushygiene am Universitätsklinikum Jena[5]
- Zentrum für Infektionsbiologie, Hannover[6]
- Leibniz-Institut für Naturstoff-Forschung und Infektionsbiologie, Jena, auch Hans-Knöll-Institut (HKI), Jena[7]
- Institut für Molekulare Infektionsbiologie Würzburg[8]

### Österreich
- Institut für Molekulare Biowissenschaften[9], Karl-Franzens Universität Graz

### Schweiz
- Swiss Tropical and Public Health Institute (Schweizerisches Tropeninstitut), Basel[10]